# Ryōunkaku
Il Ryōunkaku (凌雲閣?, Ryōunkaku, lett. Padiglione che Supera le Nuvole o Torre che Supera le Nuvole) è stato il primo grattacielo in stile occidentale del Giappone. Si trovava nel allora quartiere ora zona  Asakusa della città di Tokyo (ora Taitō, Tokyo) dal 1890 fino alla sua demolizione in seguito al terremoto del Grande Kanto del 1923. Chiamata affettuosamente dai tokyoti Asakusa Jūnikai (浅草十二階? lett. Dodici piani di Asakusa) la torre era l'attrazione più popolare di Tokyo, nonché una vetrina per le nuove tecnologie. Il Ryōunkaku ha ospitato, ad esempio, il primo ascensore elettrico del Giappone.

## Storia
Dalla sua inaugurazione nel 1890 il Ryōunkaku divenne rapidamente un punto di riferimento e un simbolo del distretto di Asakusa. Si trattava di un importante complesso per il tempo libero dove si recavano i visitatori di tutta la città di Tokyo. Il terremoto del 1894 ne indebolì la struttura che fu però rinforzata con travi in acciaio. Nel 1923, tuttavia, terremoto del Grande Kanto distrusse i piani superiori e danneggiò l'intera torre in modo così grave che dovette essere demolita.

## Architettura e tecnologia
Il Ryōunkaku fu progettato dall'ingegnere scozzese William Kinnimond Burton alla fine del 1880, non molto tempo dopo il suo arrivo in Giappone. La torre era alta 69 metri e si presentava composta di mattoni rossi con una cornice di legno, in stile neorinascimentale. Tutti i dodici piani erano dotati di illuminazione elettrica.
La torre era dotata inoltre di due ascensori elettrici che erano stati progettati da Ichisuke Fujioka, uno dei fondatori di Toshiba. Collegavano i piani tra il primo e l'ottavo e potevano trasportare fino a 10 persone ciascuno. Tuttavia, per motivi di sicurezza, sono stati chiusi dopo solo sei mesi di attività.

## Usi edilizi
I piani dal secondo al settimo del Ryōunkaku ospitavano 46 negozi che vendevano merci provenienti da tutto il mondo. All'ottavo piano si trovava un salone, mentre il nono era dedicato ad eventi quali mostre d'arte. Il decimo, l'undicesimo e il dodicesimo piano erano caratterizzati da ponti di osservazione da cui si poteva godere della vista su tutta Tokyo e, nelle giornate limpide, anche sul Fuji. Il Ryōunkaku è stato il palcoscenico di molti eventi artistici e culturali, tra cui anche concerti di musica occidentale, mostre fotografiche sulle geishe e concorsi di bellezza. Un noto negozio presente nell'edificio era quello in cui si realizzavano stampe su blocchi di legno per il Sugoroku, un popolare gioco da tavolo giapponese.

## Il Ryōunkaku nei media
Con il crescere della popolarità del Ryōunkaku, il grattacielo apparve in opere di autori contemporanei come Tanizaki Junichiro, Ishikawa Takuboku, Kitahara Hakushu e Kaneko Mitsuharu.
L'inaugurazione dell'edificio è stata commemorata nell'opera più famosa di Ogawa Kazumasa , Types of Japan, Celebrated Geysha of Tokyo in Collotype and From Photographic Negatives Taken by Him, pubblicata intorno al 1892.
Più recentemente, nel 2020, la mangaka Takahashi Rumiko ha illustrato il Ryōunkaku nel ventiquattresimo capitolo della serie MAO. 

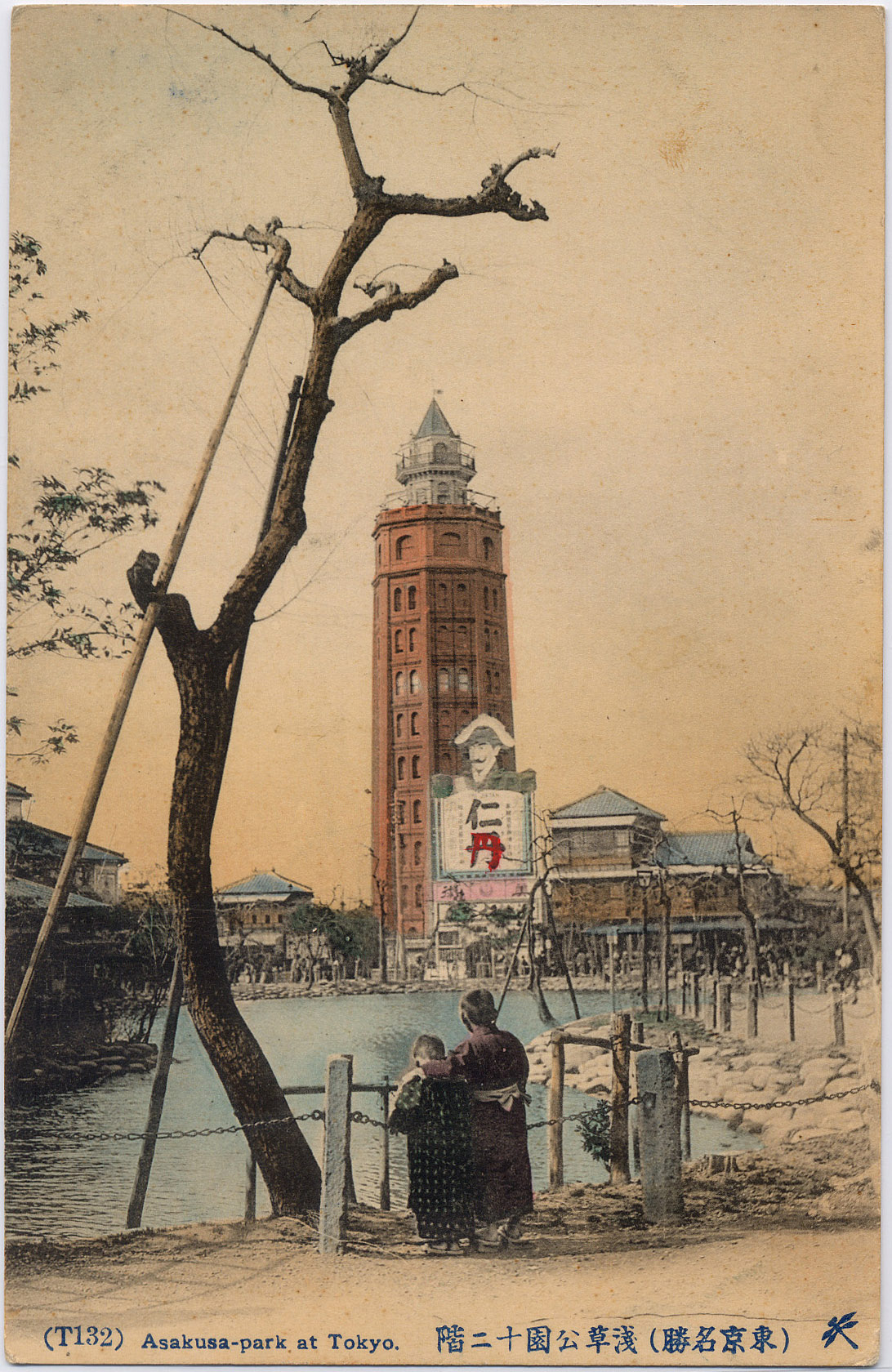
Ryōunkaku con il cartellone pubblicitario di Jintan

## Curiosità
- Per celebrare l'alba del Capodanno 1891, sono stati lanciati dall'ultimo piano del Ryōunkaku palloncini con biglietti telefonici e per entrare nella torre. Tuttavia, solo una persona è riuscita a ottenere un biglietto, poiché tutti gli altri biglietti sono stati strappati quando le persone si sono affrettate a prenderli.
- Il cartellone davanti alla torre pubblicizzava Jintan, una mentina venduta in Giappone ancora oggi.
- Una copia del Ryōunkaku è presente al Museo Edo-Tokyo.